# Rafael (arkanđeo)
Rafael (hebr. רָפָאֵל, "Bog liječi", arap. إسرافيل), arkanđeo u judaizmu, kršćanstvu i islamu. U, kršćanskoj je ikonografiji prikazivan kako vodi Tobiju i drži u ruci posudu s lijekom.  Smatra se zaštitnikom slijepih, sretnog susreta, medicinskih sestara, liječnika i putnika.

## U judaizmu
U Bibliji je jedan od trojice imenovanih anđela, uz Mihovila i Gabriela. Opisan je u Tobijinoj knjizi kao pratilac i pomoćnik mladog Tobije na njegovu putu u Rages. Pomogao mu je osloboditi Saru od demona Asmodeja, a izliječio je i Tobijina oca od slijepoće.
Rafael se spominje kao jedan od arkanđela i u apokrifnoj Knjizi proroka Henoka. U IX poglavlju nabraja se uz Mihovila, Gabriela, Suriela i Uriela. Prema knjizi, Rafael je uhvatio Azazela i utamničio ga u rupi u pustinji (10,6-9):
| » | Gospodin također kaza Rafaelu: "Sveži Azazelove ruke i noge; baci ga u tamu; i , otvorivši pustinju u Dudaelu, ondje ga baci. Svali na nj golemo i šiljasto kamenje, prekrij ga tamom; Ondje će dovijeka ostati; prekrij mu lice, kako ne bi vidio svjetla. A na veliki Sudnji dan neka bude bačen u vatru. | « |
|   | |   |

U XX poglavlju navodi se kao jedan od anđela, koji stražari nad duhovima ljudi.
U popisu planetarnih anđela predstavljenih u židovskom kalendaru, Rafael vlada nad Suncem i nedjeljom.
Zajedno s Mihovilom, Gabrielom i Urielom spominje se u tekstovima židovskog misticizma.

## U kršćanstvu
Njegovo ime nalazi se na ranokršćanskim talismanima, grobovima i drugim spomenicima.
U Katoličkoj Crkvi svetkovina arkanđela Rafaela slavi se zajedno s druga dva arkanđela, Mihaelom i Gabrijelom, 29. rujna.

## U islamu
U islamu, Israfil (Rafael) je arkanđeo koji će puhnuti iz trube sa Svete stijene u Jeruzalemu i tako najaviti Dan uskrsnuća.

## Vanjske poveznice
- Catholic Encyclopedia - St. Raphael the Archangel (engl.)
- Jewish Encyclopedia - Raphael (engl.)